# Astral Projection
Astral Projection er en elektronisk musikgruppe fra Tel Aviv i Israel, der producerer psykedelisk trance og goa trance. Dens nuværende medlemmer er Avi Nissim og Lior Perlmutter. Selv om de fleste af deres udgivelser er blevet udgivet af deres eget pladeselskab, Trust in Trance (som senere fusionerede med Phonokol), har de også udgivet album hos andre selskaber, herunder Transient. Ud over en omfattende diskografi,
har gruppen også omfattende verdensomspændende turnéer.
De har udgivet i alt 7 album, og nogle af dem nåede positioner på bedst sælgende albumhitliste inden for deres genre. Deres seneste album er Ten fra 2004, og deres seneste udgivelse er EP'en One fra 2012.
Avi Nissim og Lior Perlmutter mødte hinanden i folkeskolen i en alder af ni. Perlmutter begyndte at arbejde med synthesizere i en alder af elleve og to år senere slog han sig sammen med Yaniv Haviv under navnet 'Paradox'. Endnu tidligere var Nissim begyndt som DJ og optrædner i industrial metal band rundt i Israel. I 1989 begyndte Avi og Lior at arbejde sammen, og de skabte deres første gruppe kaldet 'SFX'. De begyndte at spille koncerter i "underground" technoklubber rundt i Israel og deres første gennembrud kom i 1991 med singlen "Monster Mania", der blev udgivet af det belgiske selskab Music Man.

## Diskografi
- The Unreleased Tracks (1989–1994) (som SFX)
- Trust in Trance 1 (1994)
- Trust in Trance 2 (1995)
- Trust in Trance 3 (1996)
- The Astral Files (1996)
- Dancing Galaxy (1997)
- Trust In Trance - The Next Millennium (1998)
- Another World (1999)
- In the Mix (2000)
- Unmixed Vinyl (uofficiel) (2000)
- Amen (2002)
- Ten (2004)
- Back To Galaxy (2005)
- The Blissdom EP (11th Anniversary Limited Edition) (2010)
- Open Society EP (2010)
- One EP (2012) (TIP Records)